# Fíkovník pryžodárný
Fíkovník pryžodárný (Ficus elastica) je rostlina z rodu fíkovník, která pochází z jihovýchodní Asie. Zdomácněla i v dalších tropických oblastech (Západní Indie, Florida, Havaj).
Jde o strom vysoký 30 až 60 m, jehož kmen měří až 2 m v průměru. Z kmene vyrůstají vzdušné kořeny, které se používají i k budování mostů. Oválné listy mají délku 10–35 cm a šířku 5–15 cm. Mladé rostliny mají větší listy než staré. Plod je dlouhý maximálně 1 cm a nejedlý.
Opylovat ho mohou pouze chalcidky.
Rostlina vylučuje jedovatý latex, z něhož se dříve získával kaučuk, nemohl však konkurovat kaučukovníku brazilskému. Je také pěstována jako okrasná rostlina, ve střední Evropě však vydrží pouze ve vytápěných prostorách. Byly vyšlechtěny různé odrůdy, u některých se objevuje variegace.